# Alexandre Malibran
Alexandre Malibran (París, 1823 - 1867) fou un violinista i compositor francès del romanticisme.
Als vint-i-dos anys es traslladà a Alemanya amb la seva esposa, la qual era una pianista de talent, i residí a Cassel, on fou deixeble de Ludwig Spohr. Tornà a París hi fundà un periòdic musical titulat L'Unionn Instrumentale, que no tingué acceptació, pel que es traslladà novament a Alemanya i s'establí a Frankfurt.
El 1864 fundà a Brussel·les Le Monde Musical, que també fracassà, i el 1865 intentà organitzar a París una societat de concerts populars, a imitació de la de Pasdeloup, empresa en la que tampoc fou gaire afortunat, i acabà els seus dies en la misèria.
Deixà obertures, simfonies, misses, quartets, etc., i una biografia de Spohr en alemany (Frankfurt, 1860).